# Silnice II/289
Silnice II/289 je spojovací silnicí II. třídy v okrese Semily, která spojuje Semily se silnicemi II/283 (Turnov – Bělá) a II/290 (paralelní trasa části silnice I/14 v úseku Příchovice – Poniklá). Její celková délka je cca 15 km a podle internetové aplikace Mapy.cz ji lze celou absolvovat během 16 minut jízdy.

## Bořkov
Silnice II/289 začíná trojramennou křižovatkou (bez úpravy přednosti v jízdě, tzn. platí zde obecná přednost zprava) v obci Bořkov, nedaleko kamenného viaduktu železniční tratí 030 Pardubice - Jaroměř - Liberec širokým železobetonovým mostem (ev.č. 289-01) přes říčku Olešku, který prošel komplexní rekonstrukcí v červnu až prosinci 2006. Silnice nejprve prokličkuje zatáčkami skrz Bořkov (vzhledem k domům ve vnitřních obloucích zatáček, nedokonalému veřejnému osvětlení a téměř chybějícímu vodorovnému značení jde hlavně v noci o velmi nepřehledný úsek) a poté pokračuje paralelně s výše uvedenou železniční tratí i říčkou k Semilům. Na samém konci obce Bořkov překračuje silnice Olešku a vpravo míjí čerpací stanici Benzina z konce 80. let XX. století. Povrch silnice je zde vzhledem k přeasfaltování v roce 2009 ve vcelku dobrém stavu.

## Semily
Do Semil silnice vstupuje zhruba 300 m dlouhým, vcelku přímým úsekem, jenž vede po strmém břehu řeky Olešky. Ta je od silnice oddělena stárnoucím stromořadím a okolo roku 2005 se zde část silnice i se stromy dokonce zřítila do řeky. Poté se řeka vzdálí od silnice, která pokračuje cca 750 m dlouhým přímým úsekem až na křižovatku v místní části Podmoklice. Původně silnice vedla jinudy – táhlým pravotočivým obloukem se přibližovala zpět k řece. V souvislosti se stavbou sídliště Na Olešce byla silnice napřímena do dnešní stopy a nese pojmenování Bořkovská ulice. Po levé straně míjí např. supermarket TESCO (původně EDEKA), po mírném stoupání silnice dosahuje křižovatky s ulicí Nádražní – okolo budovy Okresního soudu odbočuje vlevo silnice III/2891 k železniční stanici; rovně lze pokračovat na autobusové nádraží a na sídliště Jižní), do jejíž stopy také silnice odbočuje vpravo okolo budovy Úřadu práce.
Po levé straně se nalézá bývalé okresní ředitelství Policie ČR, dnes využívané komerčně. Následuje křižovatka s ulicí Luční, po které odbočuje doleva silnice II/292 do Železného Brodu a vpravo jednosměrná ulice Na Olešce do stejnojmenného sídliště – je to původní trasa silnice II/289. Zde také začíná zhruba 300 m dlouhá peáž se zmíněnou silnicí II/292. Krátce poté silnice asymetricky vybíhá vpravo kvůli nové odbočce k supermarketu Lidl (postavenému roku 2010 proti vůli města na místě zbouraného komplexu bývalé továrny) a poté přijede na dnes tříramennou, dříve čtyřramennou křižovatku s ulicí Ke stadionu (vlevo, bývalá stopa silnice na Železný Brod) – odbočka na Vejvarovo nábřeží vpravo byla zrušena po výstavbě zmíněného supermarketu Lidl. Poté silnice překračuje po vyvýšeném mostě řeku Jizeru a přichází na kruhový objezd z roku 2006, kde končí peáž s II/292 odbočující vpravo.
Silnice II/289 pokračuje přes Riegrovo náměstí, které je patrně nejnižším místem celé silnice – cca 320 m n. m. Silnice pak přechází bývalý tovární náhon a okolo budovy Muzea a pojizerské galerie Semily zatáčí doprava do kopce do úzké Husovy ulice – v témže místě odbočuje vlevo silnice III/2892 do Bítouchova. Hned za městskou radnicí se silnice rozšiřuje, vpravo s kopce se odděluje silnice III/2893 do Benešova u Semil a silnice II/289 stoupavým levotočivým obloukem okolo kostela sv. Petra a Pavla vstupuje na Komenského náměstí.
Ve stálém stoupání pokračuje silnice coby Vysocká ulice okolo Finančního úřadu k městskému krematoriu a areálu technických služeb, kde pravotočivým obloukem vstupuje do lesíka na strmém svahu. Hned za lesem se ostrou pravotočivou zatáčkou silnice přibližuje nové budově Okresního ředitelství Policie ČR a dvojitou zatáčkou opouští území Semil.

## Cimbál
Do místní části Cimbál se silnice blíží ve stálém stoupání téměř přímým, cca 800 m dlouhým úsekem těsně pod temenem kopce. V Cimbálu ve stálém stoupání absolvuje pravotočivou zatáčku a hned za ní odbočuje vlevo silnice II/288 na Podbozkov a do Železného Brodu. Silnice pak několika mírnými zatáčkami dosáhne nadmořské výšky 500 m n. m., těsně mine temeno kopce Cimbál (505 m n. m.), za ním se vnoří do lesa s mírným dolíkem a poté už zůstává věrna vrstevnici 480 m n. m.

## Příkrý
Do obce Příkrý vstupuje silnice II/289 mírnou pravotočivou zatáčkou, skrz obec pak projede v mírném levotočivém oblouku nejprve bez výraznějších výškových změn, vzápětí však začne znovu stoupat, až se přehoupne přesně přes temeno bezejmenného kopce s výškou přes 550 m n. m. Následuje krátký pokles a nové mírné stoupání, silnice se přimyká ke kopci Skalka (610 m n. m.) a obtáčí ho po jihovýchodním úbočí asi o 30 m níže.

## Škodějov
Osadu Škodějov silnice těsně míjí a nepříliš zatáčkovitým úsekem obchází nad severozápadním okrajem osady, do které odbočuje pouze místní komunikace. Lze se tudy však dostat až do Hájů nad Jizerou na silnice II/292 do Jilemnice, i když nejde o regulérní silnici – spíš jen vyasfaltovaná zemědělská komunikace. Za rovným úsekem se škodějovskou odbočkou silnice II/289 mírně uhýbá vpravo a vzápětí táhlým, přehledným levotočivým obloukem stoupá k rovnému úseku s odbočkou silnice III/2895 na Helkovice a Roztoky u Semil. Stoupání dál pokračuje do krátkého lesního úseku.

## Roprachtice
Za lesem se silnice stáčí vpravo a rychle dosahuje svého nejvyššího bodu 670 m n. m., kde míjí soukromou kamennou rozhlednu U borovice z roku 2009. Poté už silnice téměř rovným úsekem s prořídlým stromořadím dosáhne svého konce na T-křižovatce se silnicí II/290 těsně nad obcí Roprachtice.